# Toshiya Ishii
Toshiya Ishii (jap. 石井 俊也 Ishii Toshiya; ur. 19 stycznia 1978) – japoński piłkarz występujący na pozycji pomocnika.

## Kariera klubowa
Od 1996 do 2013 roku występował w klubach Urawa Reds, Vegalta Sendai, Kyoto Sanga FC, Roasso Kumamoto i Fujieda MYFC.